# Венцеслав Кисьов
Венцеслав Иванов Кисьов е български актьор, заслужил артист, ръководител на детска школа към театър „Сълза и смях“, директор на театър „Сълза и смях“ (2005 – 2011), професор и преподавател в Югозападния университет „Неофит Рилски“ в Благоевград и в НАТФИЗ „Кръстьо Сарафов“, автор на книги с поезия, разкази, есета и театрознание, общественик.

## Биография
Роден е на 17 юли 1946 г. в град Любимец, област Хасково. През 1965 г. завършва Немската езикова гимназия в Бургас. Играе в театралната студия към Драматичен театър „Адриана Будевска“. Участва в литературен кръжок с ръководител Недялко Йорданов и пише първите си стихове. През периода 1965 – 1967 г. публикува за първи път свои стихове. През 1967 г. завършва ВНВАУ в Шумен. През 1971 г. завършва актьорско майсторство за драматичен театър във ВИТИЗ „Кръстьо Сарафов“ в класа на Боян Дановски. Печата стихове във вестниците „Пулс“ и „Студентска трибуна“.
Играе в Драматичния театър във Видин (1971 – 1972). Сред първите му големи и запомнящи се роли е ролята на Ромео в „Ромео и Жулиета“, с режисьор Леон Даниел. Там среща бъдещата си съпруга Калина Попова, която е неговата любов и опора до края на живота му.
В периода 1972 – 1974 г. играе в Драматичния театър в Габрово, като с Калина Попова пише и поставя на сцена първата си пиеса. После е в Театър „София“ (1974 – 1976) и в Сатиричния театър в София (1976 – 1979).
От 1979 г. работи в трупата на театър „Сълза и смях“. Заедно с Тамара Войс ръководи детската театрална школа на театъра от 1992 до 1999 г. През 2005 г. става директор на „Сълза и смях“, след което поема младежката школа, докато Калина Попова ръководи детската.
Умира от рак на белите дробове на 19 май 2014 г. в София.

## Награди и отличия
- Ленинска награда (1982) – за ролята на Карл Маркс във филма „Карл Маркс: Молодые годы“ (1980)
- Заслужил артист

## Филмография
| Година      | Филми и Сериали                                                                                     | Серии | Копродукции                        | Роля                                            |
| ----------- | --------------------------------------------------------------------------------------------------- | ----- | ---------------------------------- | ----------------------------------------------- |
| 2007        | Ваканцията на Лили (тв сериал)                                                                      | 6     |                                    | професор Славов                                 |
| 2005        | Икона (Icon)                                                                                        |       | САЩ/Русия                          | немец                                           |
| 2005        | Вулкан („Nature Unleashed: Volcano“)                                                                |       | САЩ/Великобритания/Канада/България | Карло                                           |
| 2005        | Под водата (Submerged) Строго секретно – 2 заглавие                                                 |       | САЩ/Великобритания/България        | лошият капитан                                  |
| 2004        | Капан                                                                                               |       |                                    | любовникът                                      |
| 2003        | Сорая (Soraya)                                                                                      |       | Италия/Германия/Франция            | Хашани                                          |
| 2003        | Ад (In Hell)                                                                                        |       | САЩ                                | прокурор                                        |
| 2003        | Смъртоносният влак (Death Train)                                                                    |       | САЩ                                | Родригес                                        |
| 2002        | Атака от акули 3 – Мегалодон („Shark Attack 3 – Megalodon“)                                         |       | САЩ/Израел                         | ръководител смяна                               |
| 1998        | Извън контрол (Derailed)                                                                            |       | САЩ/Аруба                          | влаков инженер                                  |
| 1993        | Жребият (тв сериал)                                                                                 | 7     |                                    | Де Клозиер                                      |
| 1989        | Пазачът на планетата (тв сериал)                                                                    | 2     |                                    |                                                 |
| 1988        | Защитете дребните животни                                                                           |       |                                    | Гецата, директорът на училището                 |
| 1987        | Пет жени на фона на морето (Piec kobiet na tle morza)                                               |       | България/Полша                     | Лекодуч                                         |
| 1987        | Рокада                                                                                              |       |                                    | касоразбивачът професора                        |
| 1986        | Денят на владетелите                                                                                | 2     |                                    | Лъв Арменец, Великият доместик (във II-ра част) |
| 1986        | Ешелоните на смъртта                                                                                |       |                                    | Белев                                           |
| 1986        | Борис I                                                                                             | 2     |                                    | Докс, брат на Борис I                           |
| 1985        | Последният езичник                                                                                  |       |                                    | Докс, брат на Борис I                           |
| 1984        | Кутията на Пандора (тв)                                                                             |       |                                    | безделникът Кики                                |
| 1984        | В името на народа (тв сериал)                                                                       | 8     |                                    | Симеон                                          |
| 1984        | Вкус на бисер                                                                                       |       |                                    | Найден                                          |
| 1983        | „Защо?“                                                                                             |       |                                    | Габриел Ару                                     |
| 1983        | Д-р Петър Берон (тв сериал)                                                                         | 2     |                                    | Жером Адолф Бланки, френски философ и издател   |
| 1982        | Разказът на великия боил                                                                            |       |                                    | старият боил                                    |
| 1981        | Мера според мера (тв сериал)                                                                        | 7     |                                    | Нафъз ефенди, младотурски офицер                |
| 1981        | Мера според мера                                                                                    | 3     |                                    | Нафъз ефенди, младотурски офицер                |
| 1980        | Карл Маркс-млади години (Карл Маркс: Молодые годы) Младостта на Карл Маркс – 2 заглавие (тв сериал) | 7     | СССР/ГДР                           | Карл Маркс                                      |
| 1974        | Синята лампа (тв сериал)                                                                            | 10    |                                    | (в X серия: „Разходка с мустанг“)               |
| 1974        | Шосе Е-107                                                                                          |       |                                    | инженер Борис Миланов                           |
| 1971 – 1972 | Това спокойно всекидневие (тв сериал)                                                               | 3     |                                    | следовател                                      |

## Театрални роли
- „Ромео и Жулиета“ (Шекспир) – Ромео
- „С любовта шега не бива“
- „Господин Пунтила и неговият слуга Мати“ – Мати
- „Между два изстрела“

## Телевизионен театър
- „Добро и ръце“ (1987) (Константин Дуфев)
- „Руска“ (1986) (Иван Вазов)
- „Кабинетна история“ (1986) (Рустам Ибрахимбеков)
- „Процесът Стамболийски“ (1985) (Пелин Пелинов), 2 части
- „Историята на един кон (Холстомер)“ (1985) (от Лев Толстой, реж. Вили Цанков)
- „Чичовци“ (1984) (Иван Вазов), мюзикъл – даскал Гатьо
- „Рози за доктор Шомов“ (1984) (от Драгомир Асенов, реж. Димитрина Гюрова и Николай Савов)
- „Последният дуел“ (1984) (Мар Байджиев)
- „Чуждото дете“ (1983) (В. Шиваркин)
- „Кандидати за славата“ (1983) (Иван Вазов)
- „Музикален момент“ (1983) (Върбан Боров)
- „Защо?“ (1982) (Габриел Ару)
- „Лунният камък“ (1982) (Уилки Колинс), 3 части
- „Хубави дъждове“ (1982) (Димитър Панделиев)
- „Хъшове“ (1982) (Иван Вазов) – Бръчков
- „Сказание за хан Аспарух, княз Слав и жреца Терес“ (1982) (Антон Дончев), 6 части
- „Опасният завой“ (1981) (Джон Пристли)
- „Търси се шмекер“ (1981) (Димитриос Псатас)
- „Златното покритие“ (1979) (Драгомир Асенов)
- „В люляковата градина“ (1977) (А. Салодар)
- „Престолът“ (1975) (Иван Вазов)